# Hieracium apoloense
Hieracium apoloense es una especie de planta con flor del género Hieracium, de la familia Asteraceae, orden Asterales.

## Distribución
Hieracium apoloense se distribuye por Bolivia.

## Taxonomía
Fue descrita científicamente por Rusby. Fue publicada en Bull. New York Bot. Gard. 8: 135 (1912).